# فريدريك أدلر (كاتب)
فريدريك أدلر (بالألمانية: Friedrich Adler؛ بالتشيكية: Friedrich Adler) هو شاعر قانوني ‏ ومترجم ومحامي وكاتب وشاعر تشيكي ونمساوي، ولد في 13 فبراير 1857 في Kosova Hora ‏ في التشيك، وتوفي في 2 فبراير 1938 في براغ في التشيك.